# Hippodamia americana
Hippodamia americana (лат.) — вид жесткокрылых из рода Hippodamia семейства божьих коровок. Встречается в Северной Америке.

## Подвиды
Выделяют два подвида Hippodamia americana:
- Hippodamia americana americana
- Hippodamia americana fontinalis